# Daba

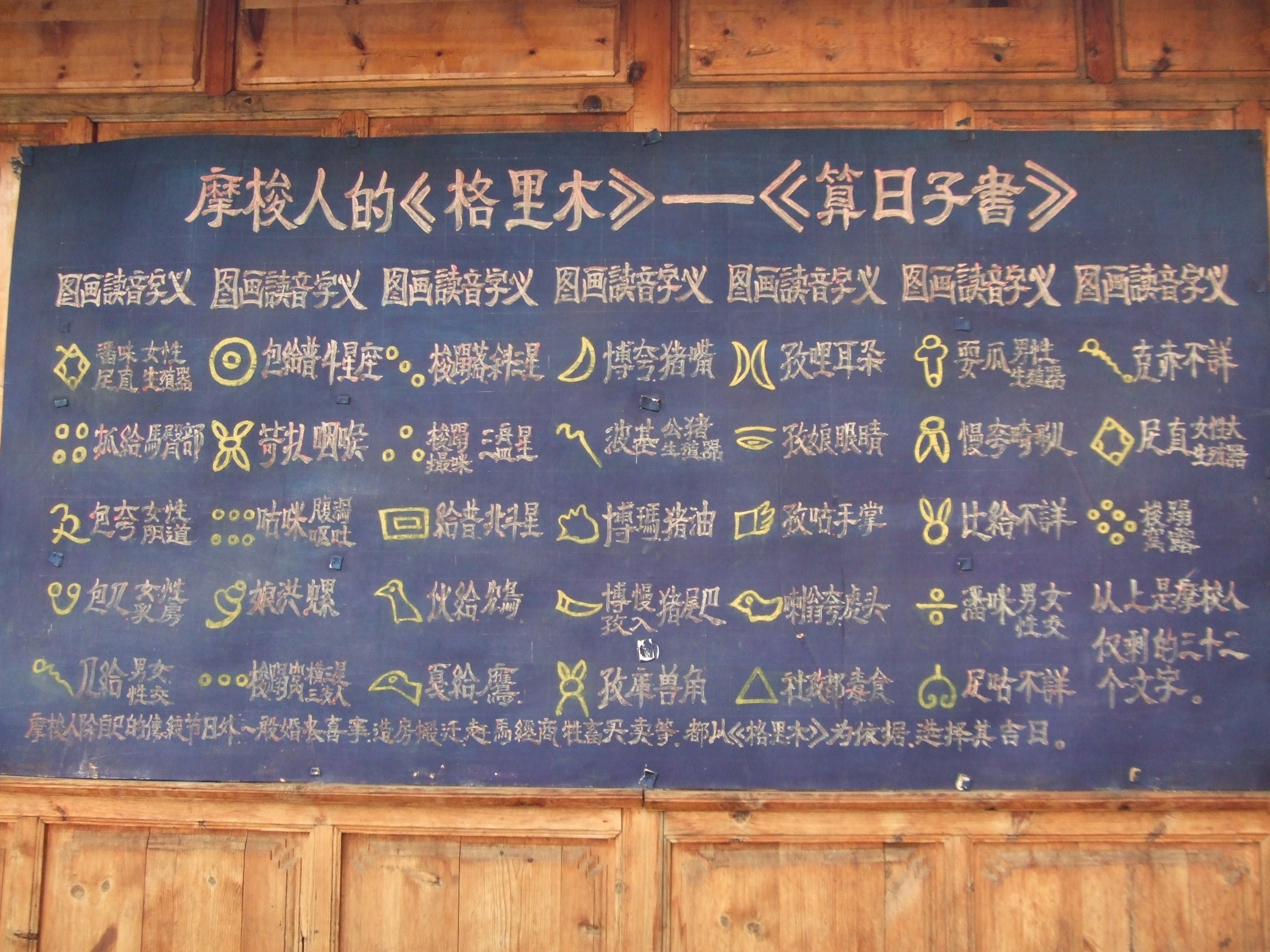
Antichi simboli mosuo e traduzione in cinese

Il termine daba è riferito alla tradizionale religione dei mosuo, detti anche moso, un piccolo gruppo etnico i cui membri vivono in alcuni villaggi montani ai confini tra le province cinesi dello Yunnan e del Sichuan e della Regione Autonoma del Tibet, in particolare lungo le rive del lago Lugu. Il termine è anche riferito ai sacerdoti/sciamani di questa religione, i quali, oltre a celebrarne i riti e le cerimonie, sono addetti alla conservazione della tradizione orale dei mosuo tramandata da secoli, visto che la loro lingua non possiede alcun sistema di scrittura. Il daba è considerato parte dell'animismo.
Sebbene il popolo mosuo abbia adottato come fede anche il buddhismo tibetano, la religione daba racchiude la maggior parte del patrimonio culturale e storico del popolo. La tradizione orale che si tramanda per mezzo dei sacerdoti daba si basa infatti sulla storia e cultura dell'etnia. La limitazione imposta dalle autorità cinesi all'attività di formazione di nuovi daba, considerandoli un'antiquata forma di superstizione, portò a una drastica riduzione del loro numero. Dopo l'abolizione di tali limitazioni, i mosuo si sono organizzati per istruire i giovani dei villaggi a diventare daba per garantire che si continui a tramandarne le tradizioni. Per lo stesso motivo, è stato inoltre dato il via a un progetto per creare un sistema di scrittura della lingua che richiede tempi lunghi di attuazione.
È stato ipotizzato che il daba abbia elementi in comune con il dongba, del quale sarebbe più antico, la religione tradizionale dei vicini Naxi. La fede daba non si è data una struttura organizzativa e non ha monasteri, buona parte delle cerimonie si basa sulla recitazione di alcune dozzine di sutra, tra i quali quello auspicale chiamato libro per il conteggio dei giorni, che contiene 32 pittografie primitive.
Nel corso dei secoli, la religione daba ha assorbito l'influenza del buddhismo tibetano, che secondo fonti cinesi è arrivato tra i mosuo nel periodo compreso tra la fine della dinastia Song (960-1279) e l'inizio della dinastia Yuan (1271-1368). Ma la scuola buddhista tibetana diventata più importante nella cultura popolare è quella del movimento gelugpa, introdotta nella regione dei mosuo nel periodo della dinastia Qing (1644-1911) e supportata da capi-villaggio locali. Le due religioni si integrarono e sono considerate compatibili tra loro.
Sebbene il buddhismo sia arrivato a dominare la vita religiosa dei mosuo, il sacerdote daba ne rappresenta l'anima tradizionale e conserva grande importanza per la lotta agli spiriti maligni. Tra le sue prerogative vi sono la cura dei malati, le cerimonie di sacrifico degli animali e il largo consumo di vino. Ai funerali presenziano sia i monaci buddhisti, che presiedono alla cremazione, che i sacerdoti daba, incaricati di indirizzare l'anima del defunto a Seba'anawa, il paradiso degli antenati mosuo.
Malgrado la società mosuo sia organizzata secondo un sistema matrilineare, in ambito religioso le donne si limitano a fare le offerte agli altari della casa dedicati agli antenati o agli dei, mentre sia i monaci buddhisti che i sacerdoti daba sono esclusivamente uomini. L'etichetta mosuo vuole che ci si prostri tre volte quando si incontra un daba.